# Система керування вмістом

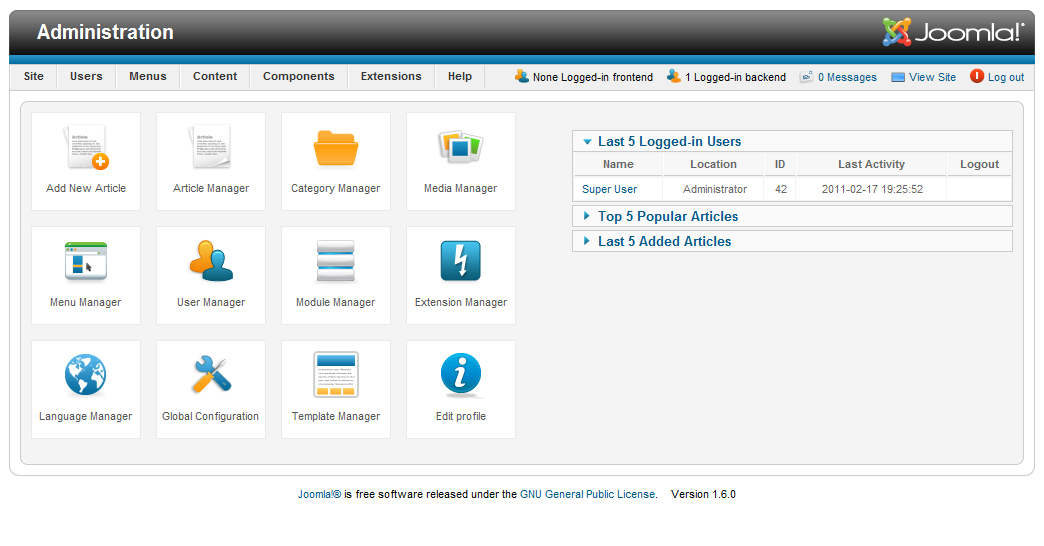
Адміністраторська панель Joomla! 1.6)

Систе́ма керува́ння вмі́стом (СКВ; англ. Content Management System, CMS) — програмне забезпечення для організації вебсайтів чи інших інформаційних ресурсів в Інтернеті чи окремих комп'ютерних мережах.
Існують сотні, а може, навіть й тисячі доступних CMS — систем. Завдяки їх функціональності ці системи можна використовувати в різних компаніях. Незважаючи на широкий вибір інструментальних та технічних засобів, наявних в CMS, існують загальні для більшості типів систем характеристики.
Перші СКВ були розроблені у великих корпораціях для організації роботи з документацією. У 1995-му від компанії CNET відокремилася окрема компанія Vignette, яка започаткувала ринок для комерційних СКВ. З часом діапазон продукції розширювався і дедалі більше інтегрувався у сучасні мережеві рішення аж до популярних вебпорталів.
Багато сучасних СКВ поширюються як безкоштовні і легкі у встановленні (інсталяції) програми, які розробляються під ліцензією GNU/GPL групами ентузіастів.
Системи управління вебсайтом часто розраховані на роботу у певному програмному середовищі. Наприклад, система MediaWiki, під управлінням якої працює Вікіпедія, написана мовою програмування PHP і зберігає вміст і налаштування у базі даних типу MySQL або PostgreSQL; тому для її роботи потрібно, щоб на сервері, де вона розміщена, були встановлені вебсервер (Apache, IIS чи інший), підтримка PHP та системи керування базами даних MySQL або PostgreSQL, а також, в разі необхідності, додаткові програми для обробки зображень чи математичних формул. Такі вимоги є досить типовими для відкритих СКВ.

## Різновиди систем керування вмістом
- Web content management systems для управління вебсайтами (наприклад, енциклопедіями, подібними до Вікіпедії, онлайн-виданнями, блогами, форумами, корпоративними чи персональними вебсторінками та ін.)
- Транзакційні СКВ для забезпечення транзакцій у електронній комерції.
- Інтегровані СКВ для роботи з документацією на підприємствах.
- Електронні бібліотеки (Digital Asset Management) для забезпечення циклу життя файлів електронних медіа (відео, графічн., презентації тощо).
- Системи для забезпечення циклу життя документації (інструкції, довідники, описи).
- Освітні СКВ — системи для організації Інтернет курсів та відповідного циклу життя документації.
- Платформенні СКВ (Platform Content Management Systems) підтримують автоматизацію роботу з комп'ютерними файлами, папками, програмами у визначеному програмному середовищі.
- Корпоративні СКВ (Enterprise content management systems) з різноплановим пристосуванням для потреб підприємницької діяльності. Підтримують цикл життя внутрішньої і зовнішньої документації.

## Способи роботи
- Генерація сторінок за запитом. Системи такого типу працюють на основі зв'язки «модуль редагування → база даних → модуль представлення». Модуль представлення генерує сторінку з контентом при запиті на нього на основі інформації з бази даних. Інформація в БД змінюється за допомогою модуля редагування. Сторінки заново створюються сервером при кожному запиті, а це створює навантаження на сервер. Але це навантаження може бути багатократно зменшене при використанні методів кешування, які є в сучасних вебсерверах.
- Генерація сторінок при редагуванні. Системи цього типу при редагуванні сторінок вносять зміну у вміст сайту та створюють набір статичних сторінок. При такому способі втрачається інтерактивність між відвідувачами сайтів та контентом даного сайту.
- Змішаний тип. Як зрозуміло із назви, цей тип поєднує в собі переваги перших двох. Може бути реалізований шляхом кешування — модуль представлення генерує сторінку один раз, надалі вона через деякий час буде в декілька разів швидше завантажуватися із кешу. Кеш може оновлюватись як автоматично, через деякий час чи при внесенні змін у певні розділи сайту, так і вручну за командою адміністратора. Другий підхід — збереження певних інформаційних блоків на етапі редагування сайту і збирання сторінок з цих блоків при запиті відповідної сторінки користувачем.

## Особливості

### Системи керування вмістом бувають двох видів: комерційні та вільно поширювані.
Безкоштовні CMS поширюються у вільному доступі. Більшість поширених безкоштовних CMS надають безкоштовну підтримку за допомогою спільноти на власних форумах або ж спеціалізованих email-розсилок (наприклад Joomla, WordPress та Drupal). Крім того, достатньо поширеною є модель, при якій, власне, сама CMS надається безкоштовна, проте користувач може придбати платну техпідтримку. Для поширених безкоштовних систем діють системи сертифікації, які дозволяють отримати підтримку високого рівня від незалежних розробників.
Поширені CMS не поступаються за якістю платним CMS, проте це твердження не завжди вірне для нових або застарілих CMS.
Платні CMS поділяються на два типи:
- системи із закритим кодом (вихідний код закодований (кріптованний) і не допускає будь-яких змін);
- системи з відкритим кодом (для внесення зміни будь-якої з функціональних можливостей вихідний код відкритий).

Характеристики CMS з відкритим і закритим кодом мають ряд характерних ознак, які є як перевагами, так і недоліками. Відкритий код дозволяє зловмисникам простіше зламати сайт, а це значить, що можуть постраждати всі ресурси, для створення яких була обрана саме ця CMS.

### Критерії для визначення функціональності систем керування вмістом
Критеріїв для визначення функціональності CMS всього чотири:
- функціональність системи управління (основні характеристики CMS це юзабіліті, настроюваність, зручність в обігу, навігації; можливість незначних змін і редизайну без зупинки роботи сайту);
- універсальність системи управління (можливість використовувати дані характеристики CMS для створення сайту будь-якого рівня складності, будь то візитка або великий портал);
- адміністрування сайту (можливість призначати різним групам користувачів різні рівні доступу, якісний захист системи від зломів);
- інші характеристики CMS (такі як можливість перенесення на іншу платформу без втрати інформації, можливість зберігати резервні копії, хороший відгук бази даних).

Важливою характеристикою CMS є своєчасне реагування команди розробників на запити клієнта. Це важливо, тому як мало просто встановити CMS, але і подальша інформаційна та технічна підтримка важлива.
Система управління — програма, що надає інструменти для додавання, редагування, видалення інформації на сайті. Існують різноманітні системи управління сайтом, серед яких зустрічаються платні і безкоштовні, побудовані за різними технологіями. Кожен сайт має панель управління, яка є лише частиною всієї програми, але достатня для управління ним.
Велика частина сучасних систем керування вмістом містить візуальний (WYSIWYG) редактор — програму, яка створює HTML-код із спеціальної спрощеної розмітки, що дозволяє користувачеві простіше форматувати текст.

## Функції прикладних програм керування контентом
Найпоширеніші функції CMS перераховані нижче:
- Створення контенту. Це сукупність завдань, які виконують автори текстів, фотографи, графічні художники, відео продюсери і звукорежисери, маркетингові експерти, юристи та інші люди, які подають оригінальний матеріал для користувачів вебсторінки.
- Збір та адаптація контенту з існуючих джерел.
- Класифікація та індексування контенту. Контент повинен бути описаний формальними ознаками (наприклад, дата створення, автор) і класифікаційними даними (наприклад, предметна категорія чи ключові слова). Така діяльність описується як зв'язання контенту та метаданих.
- Перегляд контенту. Необхідний для всіх видів опублікованого контенту.
- Затвердження. Формальне затвердження опублікованого контенту — важлива складова правової відповідальності за нього.
- Перетворення контенту. Тексти, графіка, звуки та інші форми контенту мають бути перетворені до формату, що є найзручнішим або використовується в даній CMS — системі.
- Зберігання контенту. Контент, як правило, зберігається в файлах або в БД. У випадку складніших застосувань контент підлягає управлінню версіями програмного забезпечення (SMC).
- Тестування і верифікація контенту. Може стосуватись різних аспектів, таких як:

1. Розірвані зв'язки;
2. Сторінки, які повільно відкриваються;
3. Програмні помилки в аплетах і скриптах;
4. Помилки в комунікації клієнт-сервер.

- Перевірка готовності контенту — це тип тестування, який включає верифікацію (перевірку) завершеності та цілісності великого об'єму контенту (наприклад, інформацію про різні аспекти нової послуги).
- Публікація. Враховує всі фізичні аспекти публікації контенту, включаючи дублювання контенту на різних серверах.
- Підтримка, актуалізація та контроль за змінами. Включає моніторинг опублікованого контенту та реагування на сигнали та необхідність змін.
- Recall та архівування. Recall може відбуватися з багатьох причин — наприклад, втрата актуальності контенту, втрата законних прав на контент, низька частота відвідуваності, поява новішого контенту тощо. Будь-який Recalled контент є архівований.
- Звіти та аналіз. Включає різні форми звітування та аналізу, з метою кращого обслуговування користувачів, покращення вигляду порталу.